# ラフグラフィックス
株式会社ラフグラフィックス（英称: LAUGH GRAPHICS INC.）は、日本の映像制作プロダクション。

## 概要
映画予告篇の制作を主とし、商品CMなど、映像制作に関わる全般を行う企業である。制作する予告篇は、邦画／洋画、実写／アニメーションなど問わず、そのジャンルもアクション・ミステリー・コメディ・ヒューマンドラマ・ラブストーリーなど、多岐にわたる。
そのほか、書籍やゲームなどの商品CMも多く手がけている。

## 沿革
2012年2月22日に現代表取締役・里謙二郎により設立。
設立以来4年連続（2012年 - 2015年）で、予告篇などの宣伝映像を手がけた作品（邦画実写映画）が、日本国内の興行収入1位を獲得した。

### 事業
映像制作に関わる全般
- 劇場用映画予告篇・特報・CM
- 商品CM
- 各種プロモーション映像
- CGアニメーション・CGデザイン
- テレビ・ラジオ媒体の番組・コマーシャル
- WEBサイト・モバイルコンテンツ
- 劇場用映画の企画・制作
- 前各号に附帯する一切の事業

## 宣伝映像を制作した映画作品
（）内は配給会社

### 2012年（平成24年）
- テルマエ・ロマエ（東宝）
- わが母の記（松竹）
- HOME 愛しの座敷わらし（東映）
- 宇宙兄弟（東宝）
- メン・イン・ブラック3（東宝東和）
- 映画 ホタルノヒカリ（東宝）
- BRAVE HEARTS 海猿（東宝）
- ヘルタースケルター（アスミック・エース）
- 夢売るふたり（アスミック・エース）
- ボーン・レガシー（東宝東和）
- ツナグ（東宝）
- のぼうの城（東宝・アスミックエース）
- 北のカナリアたち（東映）
- 悪の教典（東宝）
- 今日、恋をはじめます（東宝）
- 映画 妖怪人間ベム（東宝）

### 2013年（平成25年）
- テッド（東宝東和）
- ストロベリーナイト（東宝）
- ドラゴンボールZ 神と神（東映）
- 図書館戦争（東宝）
- オブリビオン（東宝東和）
- リアル〜完全なる首長竜の日〜（東宝）
- エンド・オブ・ホワイトハウス（アスミック・エース）
- 真夏の方程式（東宝）
- ワイルド・スピード EURO MISSION（東宝東和）
- ワールド・ウォーZ（東宝東和）
- 劇場版 タイムスクープハンター -安土城 最後の1日-（ギャガ）
- 許されざる者（ワーナー・ブラザース映画）
- 劇場版 ATARU THE FIRST LOVE & THE LAST KILL（東宝）
- 清須会議（東宝）
- 夢と狂気の王国（東宝）
- 47RONIN (東宝東和)
- 永遠の0（東宝）

### 2014年（平成26年）
- ジャッジ！（松竹）
- 黒執事（ワーナー・ブラザース映画）
- 土竜の唄 潜入捜査官 REIJI（東宝）
- 偉大なる、しゅららぼん（アスミック・エース）
- 白ゆき姫殺人事件（松竹）
- クローズEXPLODE（東宝）
- テルマエ・ロマエII（東宝）
- ネイチャー（東宝東和）
- WOOD JOB! 〜神去なあなあ日常〜 (東宝)
- 青天の霹靂（東宝）
- サケボム（ピクチャーズデプト）
- 春を背負って（東宝）
- 渇き。（ギャガ）
- オール・ユー・ニード・イズ・キル（ワーナー・ブラザース映画）
- LUCY（東宝東和）
- ルパン三世（東宝）
- 舞妓はレディ（東宝）
- 蜩ノ記（東宝）
- 荒野はつらいよ〜アリゾナより愛をこめて〜（シンカ／パルコ）
- ふしぎな岬の物語（東映）
- 寄生獣（東宝）
- バンクーバーの朝日（東宝）

### 2015年（平成27年）
- マエストロ！（アスミック・エース）
- ソロモンの偽証（松竹）
- ストロボ・エッジ（東宝）
- 暗殺教室（東宝）
- エイプリルフールズ（東宝）
- ワイルド・スピード SKY MISSION（東宝東和）
- 寄生獣（東宝）
- ラン・オールナイト（ワーナー・ブラザース）
- イニシエーション・ラブ（東宝）
- HERO（東宝）
- 進撃の巨人（東宝）
- ジュラシック・ワールド（東宝東和）
- テッド2（東宝東和）
- S -最後の警官-（東宝）
- アンフェア the end（東宝）
- バクマン。（東宝）
- 図書館戦争 THE LAST MISSION（東宝）
- ギャラクシー街道（東宝）
- グラスホッパー（KADOKAWA）
- 劇場版 MOZU（東宝）
- 母と暮せば（松竹）

### 2016年（平成28年）
- さらば あぶない刑事（東映）
- マネー・ショート 華麗なる大逆転（東和ピクチャーズ）
- エヴェレスト-神々の山嶺-（アスミック・エース）
- 僕だけがいない街（ワーナー・ブラザース）
- 暗殺教室〜卒業編〜（東宝）
- テラフォーマーズ（ワーナー・ブラザース）
- 64 -ロクヨン-前篇（東宝）
- 64 -ロクヨン-後篇（東宝）
- ヘイル、シーザー!（東宝東和）
- 世界から猫が消えたなら（東宝）
- スノーホワイト/氷の王国（東宝東和）
- 探偵ミタライの事件簿 星籠の海（東映）
- 10 クローバーフィールド・レーン（東和ピクチャーズ）
- 日本で一番悪い奴ら（日活）
- TOO YOUNG TO DIE! 若くして死ぬ（アスミック・エース）
- ミュータント・ニンジャ・タートルズ：影＜シャドウズ＞（東和ピクチャーズ）
- 後妻業の女（東宝）
- SCOOP!（東宝）
- キング・オブ・エジプト（ギャガ）
- 怒り（東宝）
- ジェイソン・ボーン（東宝東和）
- グッドモーニングショー（東宝）
- スター・トレック BEYOND（東和ピクチャーズ）
- 金メダル男（ショウゲート）
- 何者（東宝）
- ジャック・リーチャー NEVER GO BACK（東和ピクチャーズ）
- ボクの妻と結婚してください。（東宝）
- 海賊とよばれた男（東宝）
- 土竜の唄～香港狂騒曲～（東宝）

### 2017年（平成29年）
- 本能寺ホテル（東宝）
- 破門 ふたりのヤクビョーガミ（松竹）
- トリプルX:再起動（東和ピクチャーズ）
- マリアンヌ（東和ピクチャーズ）
- フレンチ・ラン（GAGA）
- 3月のライオン 前編（東宝/アスミックエース）
- 3月のライオン 後編（東宝/アスミックエース）
- ゴースト・イン・ザ・シェル（東和ピクチャーズ）
- ワイルド・スピード ICE BREAK（東宝東和）
- 帝一の國（東宝）
- LAST COP THE MOVIE（松竹）
- ラプチャー 破裂（GAGA）
- 昼顔（東宝）
- 忍びの国（東宝）
- 東京喰種トーキョーグール（松竹）
- トランスフォーマー/最後の騎士王（東和ピクチャーズ）
- HiGH&LOW THE MOVIE 2 / END OF SKY（松竹）
- HiGH&LOW THE MOVIE 3/ FINAL MISSION（松竹）
- ルパン三世 ルパンVS複製人間 4DMX版（東宝）
- あさひなぐ（東宝）
- 散歩する侵略者（松竹・日活）
- スクランブル（GAGA）
- ミックス。（東宝）
- バリー・シール/アメリカをはめた男（東宝東和）
- ラストレシピ〜麒麟の舌の記憶〜（東宝）
- 不都合な真実2 放置された地球（東和ピクチャーズ）
- 曇天に笑う＜外伝＞ 〜決別、犲の誓い〜（松竹）
- DESTINY 鎌倉ものがたり（東宝）

### 2018年（平成30年）
- 嘘を愛する女（東宝）
- ガーディアンズ（GAGA）
- 祈りの幕が下りる時#映画祈りの幕が下りる時（東宝）
- 今夜、ロマンス劇場で（ワーナー・ブラザーズ）
- サニー/32（日活）
- 空海-KU-KAI- 美しき王妃の謎（東宝）
- ダウンサイズ（東和ピクチャーズ）
- 去年の冬、きみと別れ（ワーナー・ブラザーズ）
- 劇場版 ウルトラマンジード つなぐぜ! 願い!!（松竹）
- 曇天に笑う（松竹）
- 曇天に笑う＜外伝＞ 〜宿命、双頭の風魔〜（松竹）
- サイモン&タダタカシ（日活）
- パシフィック・リム: アップライジング（東宝東和）
- ラプラスの魔女（東宝）
- OVER DRIVE オーバードライブ（東宝）
- 劇場版 コード・ブルー -ドクターヘリ緊急救命-（東宝）
- 検察側の罪人（東宝）
- SUNNY 強い気持ち・強い愛（東宝）
- 累-かさね-（東宝）
- ミッション:インポッシブル/フォールアウト（東和ピクチャーズ）
- クワイエット・プレイス（東和ピクチャーズ）
- 響 -HIBIKI-（東宝）
- 億男（東宝）
- DTC -湯けむり純情篇- from HiGH&LOW（松竹）
- スカイスクレイパー（東宝東和）
- グリンチ（東宝東和）
- 春待つ僕ら（ワーナー）

### 2019年（平成31年）
- ジョーカー（ワーナーブラザーズ）
- マスカレード・ホテル#映画マスカレード・ホテル（東宝）
- 翔んで埼玉（東映）
- 七つの会議（東宝）
- ワイルド・スピード/スーパーコンボ（東宝東和）
- アルキメデスの大戦（東宝）
- 最高の人生の見つけ方（ワーナーブラザーズ）
- コンフィデンスマンJP ロマンス編（東宝）
- HiGH&LOW THE WORST（松竹）
- イエスタデイ（東宝東和）
- マチネの終わりに（東宝）
- ジェミニマン（東和ピクチャーズ）
- オーバー・エベレスト 陰謀の氷壁（アスミック・エース）
- エンド・オブ・ステイツ（クロックワークス）
- クロール -凶暴領域-（東和ピクチャーズ）
- 楽園（KADOKAWA）
- フォルトゥナの瞳（東宝）
- 惡の華（ファントム・フィルム）
- ロケットマン（東和ピクチャーズ）
- 賭ケグルイ（ギャガ）
- チャイルド・プレイ（東和ピクチャーズ）
- ハミングバード・プロジェクト 0.001秒の男たち（ショウゲート）
- バンブルビー（東和ピクチャーズ）
- 居眠り磐音（松竹）
- ハッピー・デス・デイ（東宝東和）
- ベン・イズ・バック（東和ピクチャーズ）
- デイアンドナイト（日活）
- PRINCE OF LEGEND（東宝）
- 劇場版ウルトラマンR / B セレクト！絆のクリスタル（松竹）
- ドント・ウォーリー（東京テアトル）
- マイル22（クロックワークス）
- 少年たち（松竹）

### 2020年（令和2年）
- コンフィデンスマンJP2 プリンセス編（東宝）
- 糸（東宝）
- サイレント・トーキョー（東映）
- キャッツ（東宝東和）
- AI崩壊（ワーナーブラザーズ）
- ソニック・ザ・ムービー（東和ピクチャーズ）
- 記憶屋（松竹）
- ザ・ハント（東宝東和）
- 朝が来る（キノフィルムズ）
- 透明人間（東宝東和）
- とんかつDJアゲ太郎（ワーナー・ブラザーズ）
- Reframe THEATER EXPERIENCE with you（日活）
- 滝沢歌舞伎ZERO（松竹）
- チャーリーズ・エンジェル（ソニー・ピクチャーズ）
- ペット・セメタリー（東和ピクチャーズ）
- オール・マイ・ライフ（東宝東和）
- ウルトラマンタイガ ニュージェネクライマックス（松竹）
- グリンゴ/最強の悪運男（キノフィルムズ）
- 癒しのこころみ〜自分を好きになる方法〜（イオンエンターテイメント）

### 2021年（令和3年）
- ワイルド・スピード/ジェットブレイク（東宝東和）
- 東京リベンジャーズ（ワーナーブラザーズ）
- マスカレード・ナイト（東宝）
- ARASHI Anniversary Tour 5×20 FILM “Record of Memories”（松竹）
- 土竜の唄 FINAL（東宝）
- パウ・パトロール　ザ・ムービー（東和ピクチャーズ）
- 孤狼の血（東映）
- 護られなかった者たちへ（松竹）
- モンスターハンター（東和ピクチャーズ）
- 劇場版 ルパンの娘（東映）
- G.I.ジョー:漆黒のスネークアイズ（東和ピクチャーズ）
- 奥様は、取り扱い注意#映画（東宝）
- クワイエット・プレイス　破られた沈黙（東和ピクチャーズ）
- 賭ケグルイ 絶体絶命ロシアンルーレット（GAGA）
- Mr.ノーバディ（東宝東和）
- 総理の夫（日活）
- 地獄の花園（ワーナーブラザーズ）
- 騙し絵の牙（松竹）
- ホムンクルス（エイベックス・ピクチャーズ）
- ザ・スイッチ（東宝東和）
- キャンディマン（東宝東和）
- キャッシュトラック（クロックワークス）
- ファイナル・プラン（ハピネットファントム・スタジオ）
- ムーンライト・シャドウ（SDP）
- スパゲティコード・ラブ（ハピネットファントム・スタジオ）

## 制作した商品CM

### 2012年（平成24年）
- 小学館  銀の匙 Silver Spoon
- 小学館  少年サンデー「戦国コレクション」
- 小学館  少年サンデー「名探偵コナン」
- 小学館  神様のカルテ 3巻
- 小学館  マギ
- 小学館  機動戦士ガンダム サンダーボルト
- 小学館  謎解きはディナーのあとで 3巻

### 2013年（平成25年）
- 小学館  神様のカルテ 2巻
- 小学館  マギ
- 小学館  ムシブギョー
- 小学館  マギ シンドバッド外伝
- 小学館  海街diary
- 小学館  震える牛
- 小学館  機動戦士ガンダム サンダーボルト 2巻
- 小学館  月刊フラワーズ
- 小学館  モブサイコ100
- 小学館  メガネをかけたら
- 小学館  教場
- 小学館  ようこそ、わが家へ
- 小学館  NOBELU -演-
- 小学館  鸚鵡楼の惨劇
- 小学館  共震
- 小学館  こんなにも優しい、世界の終わりかた
- 小学館  史上最強の弟子ケンイチ
- 小学館  BIRDMEN
- 小学館  デビクロくんの恋と魔法

### 2014年（平成26年）
- 小学館  下町ロケット
- 小学館  機動戦士ガンダム サンダーボルト 3巻
- 小学館  桂枝雀名演集
- 小学館  裏サンデー
- 小学館  アニサン「マギ シンドバッドの冒険」
- 小学館  きららちゃん
- 小学館  アニサン 「ムシブギョー」
- 小学館  ドラえもん かけてショルダーバッグ
- ベネスダ・ソフトワークス  PSYCHOBREAK
- 小学館  世界から猫が消えたなら

### 2015年（平成27年）
- 小学館  こだわらない練習
- 小学館  サラバ！
- 小学館  神様のカルテ0
- 小学館  名探偵コナンコミックス86巻
- 小学館 やせるおかず作りおき
- 小学館  下町ロケット2ガウディ計画
- 小学館 霧 ウラル

### 2016年（平成28年）
- 小学館 夫もやせるおかず 作りおき
- 小学館 お弁当もやせるおかず 作りおき
- 小学館 ガラパゴス
- 小学館 教場2
- 小学館  名探偵コナンDVDコレクション
- 小学館  名探偵コナン90巻
- 小学館 希望荘
- 小学館 夜行
- 文藝春秋 四月になれば彼女は

### 2017年（平成29年）
- 小学館 全部レンチン！やせるおかず 作りおき2
- 小学館 やせるおかず 作りおき
- 文藝春秋 銀翼のイカロス
- 小学館 サラバ!
- サントリー PREMIUM MORNING TEA
- 小学館 全部コルスタ！ やせるおかず 作りおき

### 2018年（平成30年）
- 小学館 冷凍からのレンチン! やせるおかず 作りおき
- 小学館 DIME11月号
- 小学館 DIME12月号
- 小学館 DIME1月号
- 小学館 俺、つしま
- 小学館 0才から100才まで学び続けなくてはならない時代を生きる 学ぶ人と育てる人のための教科書
- 小学館 下町ロケット ガウディ計画
- 小学館 下町ロケット ゴースト
- 小学館 下町ロケット ヤタガラス
- サントリー PREMIUM MORNING TEA  癒し方改革

### 2019年（平成31年）
- 小学館　DIME５月号
- 小学館　DIME６月号
- 小学館　DIME７月号
- 文藝春秋　百花

## 制作したテレビ番組CM

### 2013年（平成25年）
- フジテレビ ドラマ  女信長

### 2014年（平成26年）
- 日本テレビ系 2時間スペシャルアニメ 名探偵コナン 江戸川コナン失踪事件 〜史上最悪の2日間〜

### 2018年（平成30年）
- フジテレビ 黄昏流星群

## 制作したWEB動画CM

### 2018年（平成30年）
- THE FAKE SHOW
- 隙間男